# Parapuã
Parapuã est une ville de l'État de São Paulo. Localisée à une latitude de 21° 46′ 05″ sud et à une longitude de 50° 46′ 18″ ouest, la ville se trouve à une altitude de 486 mètres.
Elle a été fondée par Luiz de Souza Leão le 8 décembre 1944 et compte en 2006, 10 872 habitants. Le maire actuel est Antonio Alves da Silva.
Le footballeur brésilien Ederson est originaire de Parapua.

## Maires
| Période | Période | Identité               | Étiquette | Qualité |
| ------- | ------- | ---------------------- | --------- | ------- |
| 2009    | 2012    | Antônio Alves da Silva | PSDB      |         |

## Religion
Le christianisme est présent dans la ville comme suit:

### Église Catholique
L'église catholique de la commune fait partie du Diocèse de Marília.

### Église Protestante
Les croyances évangéliques les plus diverses sont présentes dans la ville, principalement pentecôtistes, notamment les Assemblées de Dieu brésiliennes (la plus grande église évangélique du pays),, Congrégation Chrétienne au Brésil, entre autres. Ces dénominations se développent de plus en plus dans tout le Brésil.